# Јан Боржил
Јан Боржил (чеш. Jan Bořil; 11. јануар 1991) чешки је професионални фудбалер који тренутно наступа на позицији лијевог бека за Славију Праг и репрезентацију Чешке.
Каријеру је почео 2009. у Младој Болеслав, након чега је отишао на позајмицу у Викторију Жижков, гдје је провео једну сезону, а затим се вратио у Младу Болеслав. Године 2016. прешао је у Славију Праг.
Играо је за селекција Чешке до 16, 17. и 18. година, након чега није добијао позив за репрезентације до 20. и 21. годину. За сениорску репрезентацију Чешке дебитовао је 2017. након чега је играо на Европском првенству 2020.

## Клупска каријера
Каријеру је почео 2009. у Младој Болеслав, за коју је одиграо 11 утакмица, након чега је отишао на позајмицу у Викторију Жижков, за коју је одиграо 11 утакмица у првом дијелу сезоне 2011/12. У Младу Болеслав вратио се у другом дијелу сезоне 2011/12. и одиграо је три утакмице. Од сезоне 2012/13. постао је стандардан, а једини гол за клуб постигао је 16. августа 2014. у побједи од 4:1 против Прибрама.
У јануару 2016. прешао је у Славију Праг, за коју је дебитовао 13. фебруара, у побједи од 2:0 против Збројовке Брно. Први гол за клуб постигао је 25. фебруара 2017. у побједи од 8:1 на гостовању против Прибрама. У сезони 2018/19. постигао је два гола, у побједи од 4:1 против Прибрама, као и у ремију 1:1 против Слован Либереца, када му је асистирао Владимир Цоуфал.
У сезони 2019/20. одиграо је 24 утакмице и освојио је титулу са Славијом, а затим је освојио и Суперкуп Чехословачке, у којем је Славија побиједила првака Словачке — Спартак Трнаву 3:0. У сезони 2020/21. одиграо је 27 утакмица и постигао три гола. Први гол постигао је у побједи од 6:0 на гостовању против Ческе Будјејовице у првом колу, након чега је постигао гол у побједи од 3:0 против Прибрама у другом колу. На дан 21. новембра 2020. постигао је гол у побједи од 6:0 на гостовању против Опаве. Са Славијом, освојио је трећу титулу првака заредом, као и Куп Чешке.

## Репрезентативна каријера
Играо је за селекција Чешке до 16, 17. и 18. година, након чега није добијао позив за репрезентације до 20. и 21. годину. За сениорску репрезентацију Чешке дебитовао је 1. септембра 2017. у поразу 2:1 од Њемачке у квалификацијама за Свјетско првенство 2018.
На дан 27. маја 2021. нашао се у тиму за Европско првенство 2020, које је због пандемије ковида 19 помјерено за 2021. На дан 4. јуна играо је у поразу 4:0 од Италије у пријатељској утакмици, а четири дана касније, играо је и на последњој пријатељској утакмици пред почетак првенства, у побједи од 3:1 против Албаније. На Европском првенству, био је стандардан у групној фази, а Чешка је у првом колу групе Д побиједила Шкотску 2:0, са два гола Патрика Шика, док је у другом колу ремизирала 1:1 против Хрватске. У трећем колу, изгубила је 1:0 од Енглеске и прошла је даље са трећег мјеста. У осмини финала није играо због парних жутих картона, а Чешка је побиједила Холандију 2:0. У четвртфиналу, играо је цијелу утакмицу, а Чешка је изгубила 2:1 од Данске.

## Статистика каријере

### Клубови
Ажурирано након утакмице игране 20. маја 2021.
| Клуб                         | Сезона            | Лига              | Лига  | Лига | Куп   | Куп  | Континентално | Континентално | Остало | Остало | Укупно | Укупно |
| Клуб                         | Сезона            | Лига              | Утак. | Гол. | Утак. | Гол. | Утак.         | Гол.          | Утак.  | Гол.   | Утак.  | Гол.   |
| ---------------------------- | ----------------- | ----------------- | ----- | ---- | ----- | ---- | ------------- | ------------- | ------ | ------ | ------ | ------ |
| Млада Болеслав               | 2009/10.          | Прва лига Чешке   | 11    | 0    | 0     | 0    | —             | —             | —      | —      | 11     | 0      |
| Млада Болеслав               | 2010/11.          | Прва лига Чешке   | 3     | 0    | 0     | 0    | —             | —             | —      | —      | 3      | 0      |
| Млада Болеслав               | 2012/13.          | Прва лига Чешке   | 29    | 0    | 5     | 1    | 4             | 0             | —      | —      | 38     | 1      |
| Млада Болеслав               | 2013/14.          | Прва лига Чешке   | 25    | 0    | 3     | 0    | —             | —             | —      | —      | 27     | 0      |
| Млада Болеслав               | 2014/15.          | Прва лига Чешке   | 28    | 1    | 6     | 0    | 4             | 0             | —      | —      | 38     | 1      |
| Млада Болеслав               | 2015/16.          | Прва лига Чешке   | 15    | 0    | 3     | 0    | 1             | 0             | —      | —      | 19     | 0      |
| Млада Болеслав               | Укупно            | Укупно            | 111   | 1    | 17    | 1    | 9             | 0             | —      | —      | 137    | 2      |
| Викторија Жижков (позајмица) | 2010/11.          | Друга лига Чешке  | 28    | 3    | 0     | 0    | —             | —             | —      | —      | 28     | 3      |
| Викторија Жижков (позајмица) | 2011/12.          | Прва лига Чешке   | 11    | 0    | 0     | 0    | —             | —             | —      | —      | 11     | 0      |
| Викторија Жижков (позајмица) | Укупно            | Укупно            | 39    | 3    | 0     | 0    | —             | —             | —      | —      | 39     | 3      |
| Slavia Prague                | 2015/16.          | Прва лига Чешке   | 11    | 0    | 0     | 0    | —             | —             | —      | —      | 11     | 0      |
| Slavia Prague                | 2016/17.          | Прва лига Чешке   | 24    | 1    | 3     | 1    | 5             | 0             | —      | —      | 32     | 2      |
| Slavia Prague                | 2017/18.          | Прва лига Чешке   | 26    | 0    | 4     | 0    | 7             | 0             | —      | —      | 37     | 0      |
| Slavia Prague                | 2018/19.          | Прва лига Чешке   | 29    | 2    | 3     | 0    | 13            | 0             | —      | —      | 45     | 2      |
| Slavia Prague                | 2019/20.          | Прва лига Чешке   | 28    | 1    | 0     | 0    | 8             | 2             | 1      | 0      | 37     | 3      |
| Slavia Prague                | 2020/21.          | Прва лига Чешке   | 27    | 3    | 3     | 0    | 13            | 0             | —      | —      | 43     | 3      |
| Slavia Prague                | Укупно            | Укупно            | 145   | 7    | 13    | 1    | 46            | 2             | 1      | 0      | 205    | 10     |
| Укупно у каријери            | Укупно у каријери | Укупно у каријери | 295   | 11   | 30    | 2    | 55            | 2             | 1      | 0      | 381    | 15     |

### Репрезентација
Ажурирано након утакмице игране 3. јула 2021.
| Репрезентација | Година | Наступи | Голови |
| -------------- | ------ | ------- | ------ |
| Чешка          |        |         |        |
| 2017.          | 4      | 0       |        |
| 2018.          | 5      | 0       |        |
| 2019.          | 6      | 0       |        |
| 2020.          | 3      | 0       |        |
| 2021.          | 9      | 0       |        |
| Укупно         | Укупно | 27      | 0      |

## Успјеси

### Клубови
Славија Праг
- Прва лига Чешке (4): 2016/17, 2018/19, 2019/20, 2020/21
- Куп Чешке (3): 2017/18, 2018/19, 2020/21